# Pavlovice u Kojetína
Pour les articles homonymes, voir Pavlovice.
Pavlovice u Kojetína (en allemand : Paulowitz bei Kojetein) est une commune du district de Prostějov, dans la région d'Olomouc, en Tchéquie. Sa population s'élevait à 288 habitants en 2023.

## Géographie
Pavlovice u Kojetína se trouve à 4,5 km au sud-sud-est du centre de Němčice nad Hanou, à 20,3 km au sud-est de Prostějov, à 32,5 km au sud d'Olomouc et à 219 km à l'est-sud-est de Prague.
La commune est limitée par Mořice et Vrchoslavice au nord, par Vitčice et Srbce à l'est, par Dřínov et Uhřice au sud, et par Tištín à l'ouest.

## Histoire
La première mention écrite de la localité date de 1320.

## Transports
Par la route, Pavlovice u Kojetína se trouve à 7 km de Němčice nad Hanou, à 24,5 km de Prostějov, à 44 km d'Olomouc et à 258 km de Prague.